# 最高權力
《最高權力》是英國作家羅伯特·哈里斯於2006年出版的歷史小說，是一本描述羅馬共和國政治家西塞羅的想像傳記，以西塞羅的機要祕書提洛為第一人稱寫成。

## 劇情
這本小說描寫西塞羅早年的政治事業，直到他被選為執政官。它有三個主題：蓋烏斯· 維爾斯（一位腐敗的省長）的審判；涉及龐培以及他的對手克拉蘇斯的政治危機；西塞羅的選戰，以及當選執政官。